# Carl Ludwig von Haller
Carl von Haller (Berna, 29 aprile 1807 – Soletta, 9 aprile 1893) è stato un politico svizzero, figlio di Karl Ludwig von Haller.
Nella seconda metà dell'Ottocento, all'interno della politica elvetica fu uno tra i protagonisti dell'opposizione cattolica e conservatrice dinanzi all'egemonia del Partito Liberale Radicale.
È stato l'autore di Restauration der Staatswissenschaften (Restauro della Scienza dello Stato, 1816–1834), un libro che Georg Wilhelm Friedrich Hegel criticò fortemente nel suo Grundlinien der Philosophie des Rechts. Questa opera si opponeva al nazionalismo ed alla burocrazia del governo esteso (inclusi i governi democratici).

## Pubblicazioni
- Sankt-Ursen-Kalender, 1869, 75
- Solothurner Anzeiger, 11.4.1893, n. 43